# P. Lefébure
Pour les personnes ayant le même patronyme, voir Lefébure.
P. Lefébure (ou Lefèbvre) est un relieur français. 

## Biographie
Lefébure est le neveu par alliance de Jean-Claude et François Bozerian qui reprit l'atelier en 1810 et maintint la renommée acquise. 